# Église Saint-Pierre-Apôtre Montréal
Église Saint-Pierre-Apôtre Montréal är en kyrka i Montréal i Kanada. Den öppnades 1853.